# دراج رود نارنجی
دراج رود نارنجی (نام علمی: Francolinus levalliantoides) نام یک گونه از سرده دراج‌های آفریقایی است.